# Gouania leguatii
Gouania leguatii là một loài thực vật có hoa trong họ Táo. Loài này được J.Guého mô tả khoa học đầu tiên năm 1979.